# Gerardo Zepeda
Gerardo Zepeda (Ciudad de México, 13 de octubre de 1935-Ciudad de México, 10 de marzo de 2013), conocido como el Chiquilín, fue un actor mexicano.

## Biografía y carrera
Antes de incursionar en el cine, Zepeda se desempeñó como luchador, utilizado el nombre de "El Romano". Debido a su imponente físico, el luchador y actor Murciélago Velázquez lo recomendó en 1963 para realizar un pequeño papel en la película Las luchadoras contra El Médico Asesino, dirigida por René Cardona, donde Velásquez fue uno de los protagonistas. A partir de ese momento, Zepeda empezó a interpretar roles de villanos en su mayoría, apareciendo en producciones cinematográficas como Viento negro (1964), Doctor Satán (1966), Blue Demon contra las Diabólicas (1968), El águila descalza (1971), La noche de los mil gatos (1972) y La horripilante bestia humana, donde encarnó a un joven que se convierte en un monstruo luego de un trasplante de corazón.
En la década de 1980 Zepeda incursionó en la comedia erótica mexicana, apareciendo en reconocidas producciones del género como El día de los albañiles, Los verduleros y Piernas cruzadas, compartiendo elenco con actores como Alfonso Zayas y Luis de Alba. Durante la década de 1990 su presencia en el cine mexicano empezó a hacerse menos notoria, realizando su última aparición en la película Chavos de la calle de 2001, dirigida por Christian González. Además también tuvo apariciones en la telenovela Dos mujeres, un camino. 

### Muerte
Zepeda falleció en 2013, a causa de diabetes.

## Filmografía selecta

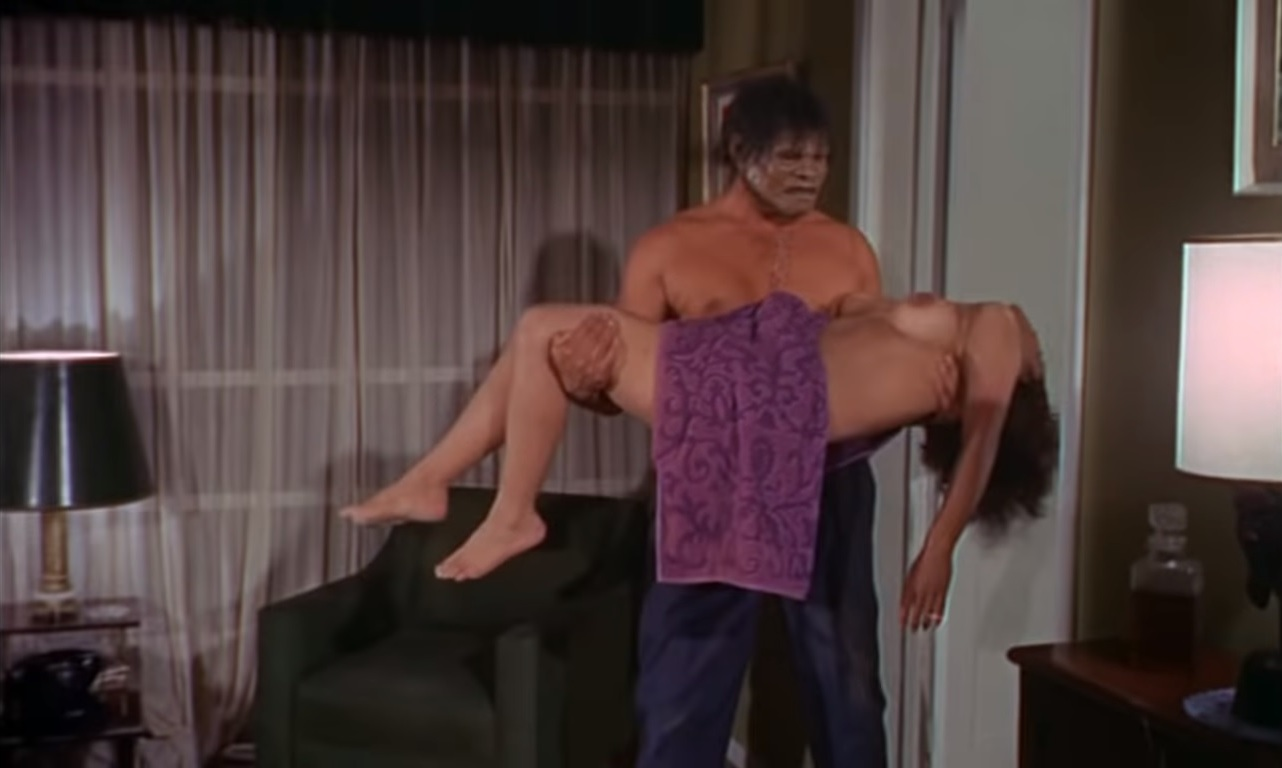
Zepeda cargando a Gina Morett en una escena de La horripilante bestia humana (1969).

- Las luchadoras contra el médico asesino - Gomar (1963)
- Viento negro - Javier Santana (1964)
- Las luchadoras contra la momia - Tezomoc (1964)
- Doctor Satán - Zombi (1966)
- Las mujeres panteras - El ángel (1967)
- La horripilante bestia humana - Monstruo (1969)
- Las luchadoras contra el robot asesino - Carfax (1969)
- Santo el enmascarado de plata y Blue Demon contra los monstruos (1969)
- Santo vs. la hija de Frankenstein (1971)
- El águila descalza - Empleado del manicomio (1971)
- La noche de los mil gatos - Dorgo (1972)
- Entre pobretones y ricachones - Luchador (no acreditado) (1973)
- Los albañiles - Marcial (1976)
- Sábado Distrito federal (1988)
- Piernas cruzadas - Policía (1984)
- El día de los albañiles - Capataz de la obra (1982)
- Sorceress - El verdugo (Executioner) (1982) (hablada en Ingles)
- Masacre en el río Tula - La Madrina (1985)
- Los verduleros - Chiquilín (1986)
- Olor a Muerte - "El Tio" (1989)
- Revenge - Elefante (1990)
- Traficantes de niños 1992
- Chavos de la calle (2001)